# ذكاء اصطناعي

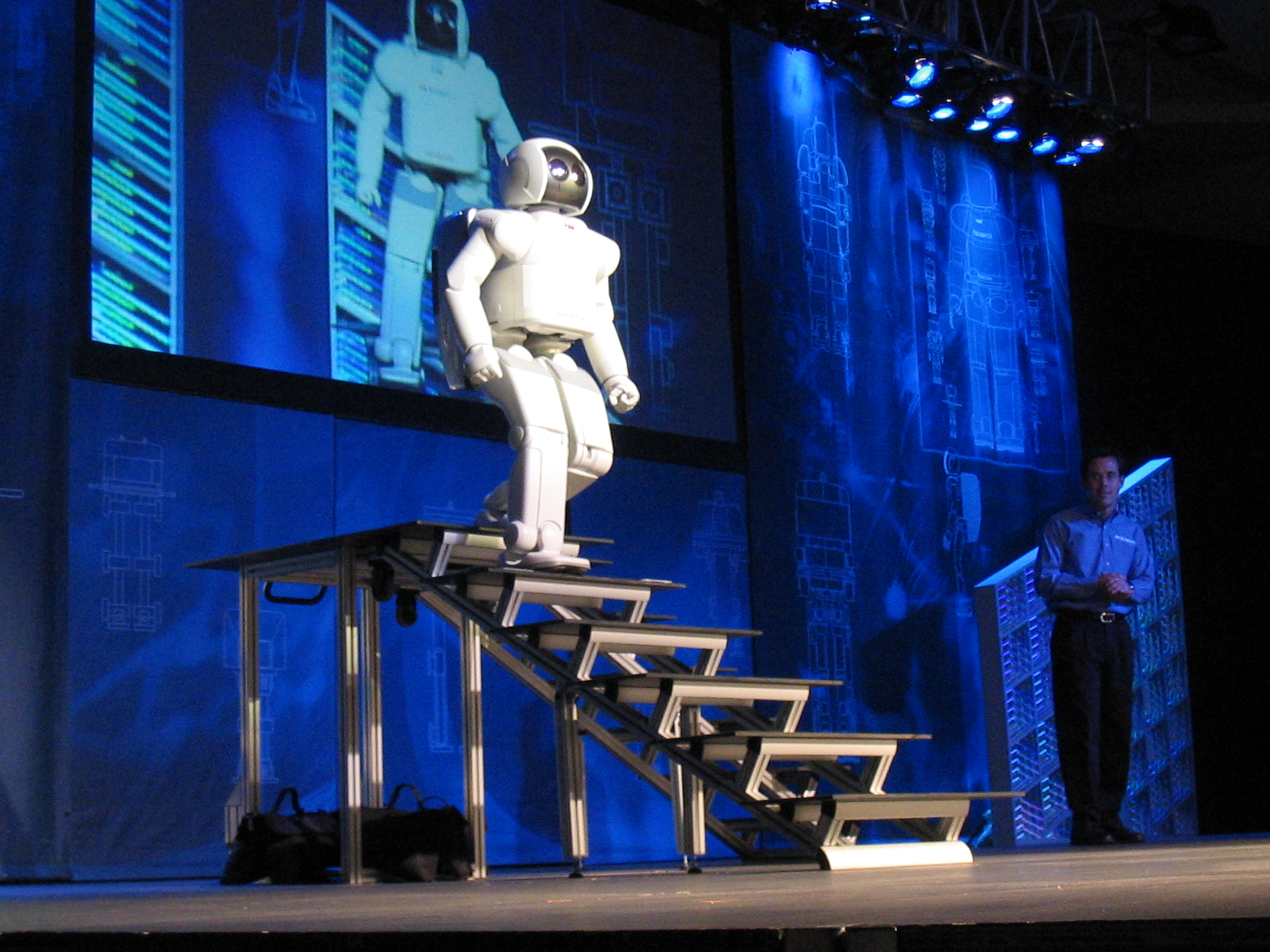
يستخدم الروبوت أسيمو أجهزة الاستشعار وخوارزميات ذكية لتجنب العقبات والتحرك على الدرج.

الذَّكَاءُ الْاِصْطِنَاعِيُّ أو الذَّكَاءُ الصِّنَاعِيُّ أو الذَّكَاءُ الصُّنْعِيُّ  (بالإنجليزية: Artificial Intelligence) ويمكن تعريفه بأنه فرع من علوم الحاسوب يركز على تطوير أنظمة ومعدات وبرامج تحاكي القدرات الذهنية للبشر وبخصائص متعددة: التعلم، الاستنتاج، التفكير، رد الفعل، اتخاذ القرارات والإدراك حتى في مواقف لم يتم برمجتها أو تدريبها عليها.
ويستخدم الذكاء الاصطناعي اليوم في مجالات متعددة، منها الطب، والصناعة، والتعليم، والاتصالات، والبرمجة، وجمع وتحليل البيانات وحتى في الأمن السيبراني، والمعلومات (المصادر المفتوحة)، ويساهم بشكل كبير في تطوير تطبيقات معقدة تشمل السيارات ذاتية القيادة، والتشخيص الطبي، والترجمة الآلية، والمساعدات الذكية. وبفضل التقدم في تقنيات تعلم الآلة والشبكات العصبية العميقة، أصبح الذكاء الاصطناعي قادرا على أداء مهام كانت في السابق حكرا على البشر، مما يثير تحديات أخلاقية وتنظيمية متزايدة. ويجعله أحد أبرز تقنيات الثورة الرقمية. ورغم التقدم الكبير، لا يزال المفهوم نفسه محل نقاش بسبب غياب تعريف دقيق وشامل.

## تعريف الذكاء الاصطناعي
الذكاء الاصطناعي هو فرع من علم الحاسوب. تُعرِّفه الكثير من المؤلفات بكونه: «دراسة وتصميم العملاء الأذكياء»، والعميل الذكي هو نظام يستوعب بيئته ويتخذ المواقف التي تزيد من فرصته في النجاح في تحقيق مهمته أو مهمة فريقه.
هذا التعريف، من حيث الأهداف والأفعال والتصور والبيئة يرجع إلى Russell & Norvig (2003) وتشمل أيضاً التعريفات الأخرى المعرفة والتعلم كمعايير إضافية. صاغ عالم الحاسوب جون مكارثي هذا المصطلح بالأساس في عام 1956 م، وعرَّفه بنفسه بأنه «علم وهندسة صنع الآلات الذكية». ويعرِّف أندرياس كابلان ومايكل هاينلين الذكاء الاصطناعي بأنه «قدرة النظام على تفسير البيانات الخارجية بشكل صحيح، والتعلم من هذه البيانات، واستخدام تلك المعرفة لتحقيق أهداف ومهام محددة من خلال التكيف المرن».

## الجدل
تأسس هذا المجال على افتراض أن مَلَكة الذكاء يمكن وصفها بدقة لدرجة تمكن الآلة من محاكاتها. وهذا يثير جدلاً فلسفياً حول طبيعة العقل البشري وحدود المناهج العلمية، وهي قضايا تناولتها نقاشات وحكايات أسطورية وخيالية وفلسفية منذ القدم.
كما يدور جدل ماهية الذكاء وأنواعه التي يمتلكها الإنسان، وكيفية محاكاتها بالآلة والذكاء الاصطناعي كان وما زال سبباً لأفكار شديدة التفاؤل، ولقد عانى نكسات فادحة عبر التاريخ، واليوم أصبح جزءاً أساسياً من صناعة التكنولوجيا، حاملاً عبء أصعب المشاكل في علوم الحاسوب الحديثة.
إن بحوث الذكاء الاصطناعي من الأبحاث عالية التخصص والتقنيَّة، لدرجة أن بعض النقَّاد ينتقدون «تفكك» هذا المجال. و تتمحور المجالات الفرعية للذكاء الاصطناعي حول مشاكل معينة، وتطبيق أدوات خاصة وحول اختلافات نظرية قديمة في الآراء. تتضمن المشاكل الرئيسية للذكاء الاصطناعي قدراتٍ مثل التفكير المنطقي والمعرفة والتخطيط والتعلم والتواصل والإدراك والقدرة على تحريك وتغيير الأشياء. كما ولا يزال الذكاء العام (أو «الذكاء الاصطناعي القوي») هدفاً بعيد المدى لبعض الأبحاث في هذا المجال.

## تاريخ بحوث الذكاء الاصطناعي
في منتصف القرن العشرين، بدأ عدد قليل من العلماء استكشاف نهج جديد لبناء آلات ذكية، بناءً على الاكتشافات الحديثة في علم الأعصاب، ونظرية رياضية جديدة للمعلومات، وتطور علم التحكم الآلي، وقبل كل ذلك، عن طريق اختراع الحاسوب الرقمي، اُخْتُرِعَت آلة يمكنها محاكاة عملية التفكير الحسابي الإنسانية.
أسس المجال الحديث لبحوث الذكاء الاصطناعي في مؤتمر في حرم كلية دارتموث في صيف عام 1956.
أصبح هؤلاء الحضور قادة بحوث الذكاء الاصطناعي لعدة عقود، وخاصة جون مكارثي، مارفن مينسكي، ألين نويل وهربرت سيمون الذي أسس مختبرات للذكاء الاصطناعي في معهد ماساتشوستس للتكنولوجيا (MIT) وجامعة كارنيغي ميلون (CMU) وستانفورد، هم وتلاميذهم كتبوا برامج أدهشت معظم الناس. وكان الحاسب الآلي يحل مسائل في الجبر ويثبت النظريات المنطقية ويتحدث الإنجليزية. بحلول منتصف الستينيات أصبحت تلك البحوث تمول بسخاء من وزارة الدفاع الأمريكية.
وهؤلاء الباحثون قاموا بالتوقعات الآتية:
- عام 1965، هـ. أ. سيمون: «الآلات ستكون قادرة في غضون عشرين عاما على القيام بأي عمل يمكن أن يُنَفِّذُهُ الإنسان».[17]
- عام 1967، مارفن مينسكي: «في غضون جيل واحد... سوف تُحَل مشكلة صنع 'الذكاء الاصطناعي' بشكل كبير».[18]

ولكنهم فشلوا في إدراك صعوبة بعض المشاكل التي واجهتهم. في عام 1974، ورداً على انتقادات السير جيمس لايتهيل الإنجليزي والضغط المستمر من الكونغرس لتمويل مشاريع أكثر إنتاجية، قطعت الحكومتان الأمريكية والبريطانية تمويلهما لكل الأبحاث الاستكشافية غير الموجهة في مجال الذكاء الاصطناعي، كانت تلك أول انتكاسة تشهدها أبحاث الذكاء الاصطناعي.
في أوائل الثمانينيات، شهدت أبحاث الذكاء الاصطناعي صحوة جديدة من خلال النجاح التجاري «للنظم الخبيرة»، وهي أحد برامج الذكاء الاصطناعي التي تحاكي المعرفة والمهارات التحليلية لواحد أو أكثر من الخبراء البشريين. بحلول عام 1985 وصلت أرباح أبحاث الذكاء الاصطناعي في السوق إلى أكثر من مليار دولار، وبدأت الحكومات التمويل من جديد. وبعد سنوات قليلة، بدءاً من انهيار سوق آلة ال Lisp Machine (إحدى لغات البرمجة) في عام 1987، شهدت أبحاث الذكاء الاصطناعي انتكاسة أخرى ولكن أطول.
في التسعينيات من القرن العشرين وأوائل القرن الواحد والعشرين، حقق الذكاء الاصطناعي نجاحات أكبر، وإن كان ذلك إلى حد ما وراء الكواليس. يستخدم الذكاء الاصطناعي في اللوجستية، واستخراج البيانات، والتشخيص الطبي والعديد من المجالات الأخرى في جميع أنحاء صناعة التكنولوجيا.
يرجع ذلك النجاح إلى عدة عوامل هي: القوة الكبيرة للحواسيب اليوم (انظر قانون مور)، وزيادة التركيز على حل مشاكل فرعية محددة، وخلق علاقات جديدة بين مجال الذكاء الاصطناعي وغيرها من مجالات العمل في مشاكل مماثلة، وفوق كل ذلك بدأ الباحثون الالتزام بمناهج رياضية قوية ومعايير علمية صارمة.
في القرن الواحد والعشرين، أصبحت أبحاث الذكاء الاصطناعي على درجة عالية من التخصص والتقنية، وانقسمت إلى مجالات فرعية مستقلة بشكل عميق لدرجة أنها أصبحت قليلة ببعضها البعض. نمت أقسام المجال حول مؤسسات معينة، وعمل الباحثين، على حل مشكلات محددة، وخلافات في الرأي نشأت منذ زمن طويل حول الطريقة التي ينبغي أن يعمل وفقا لها الذكاء الاصطناعي، وتطبيق أدوات مختلفة على نطاق واسع.

## فلسفة الذكاء الاصطناعي

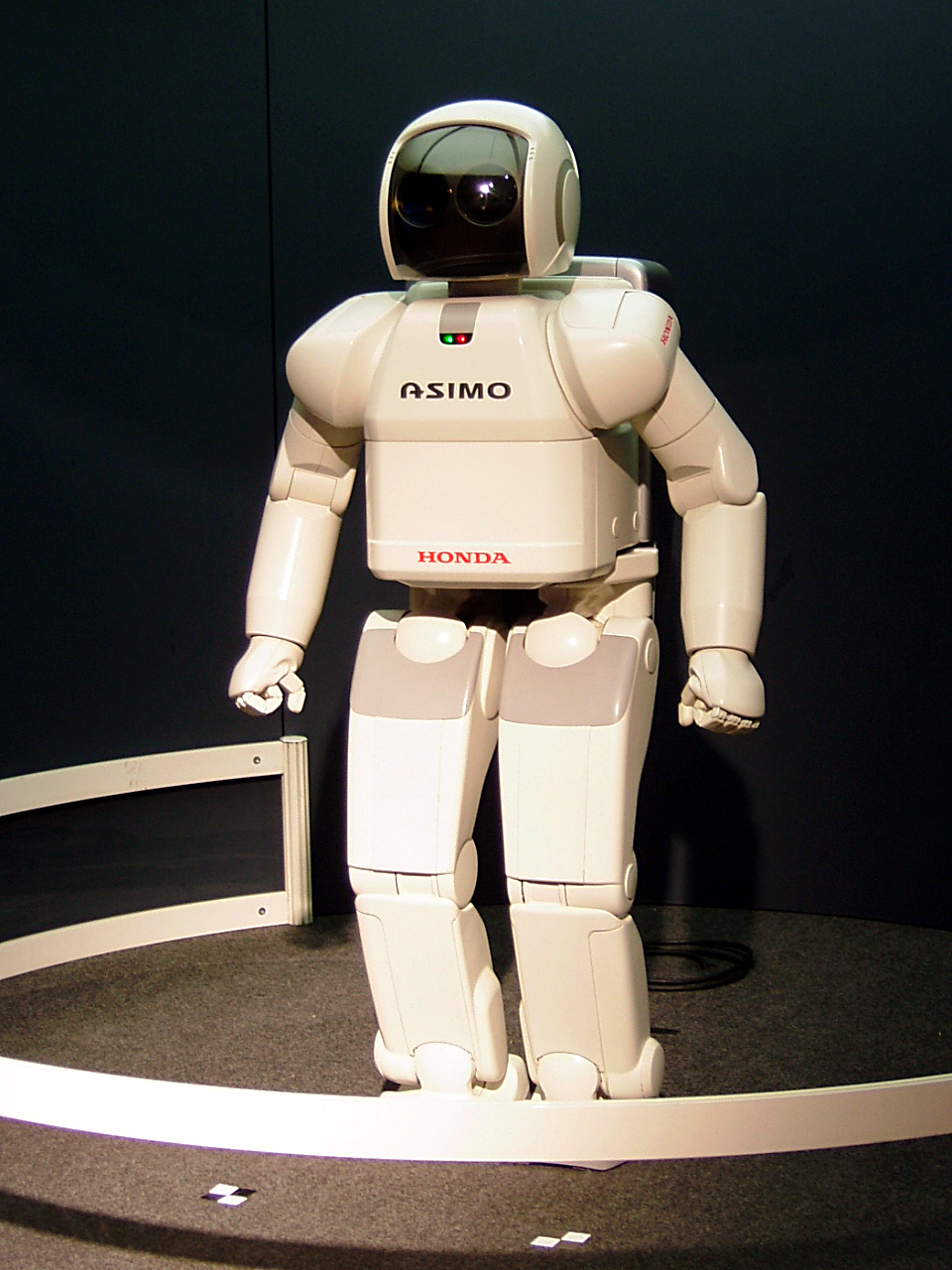
روبوت هوندا أسيمو في معرض إكسبو 2005

يشكل الذكاء الاصطناعي تحديًا وإلهامًا لعلم الفلسفة؛ لزعمه القدرة على إعادة خلق قدرات العقل البشري[بحاجة لمصدر]

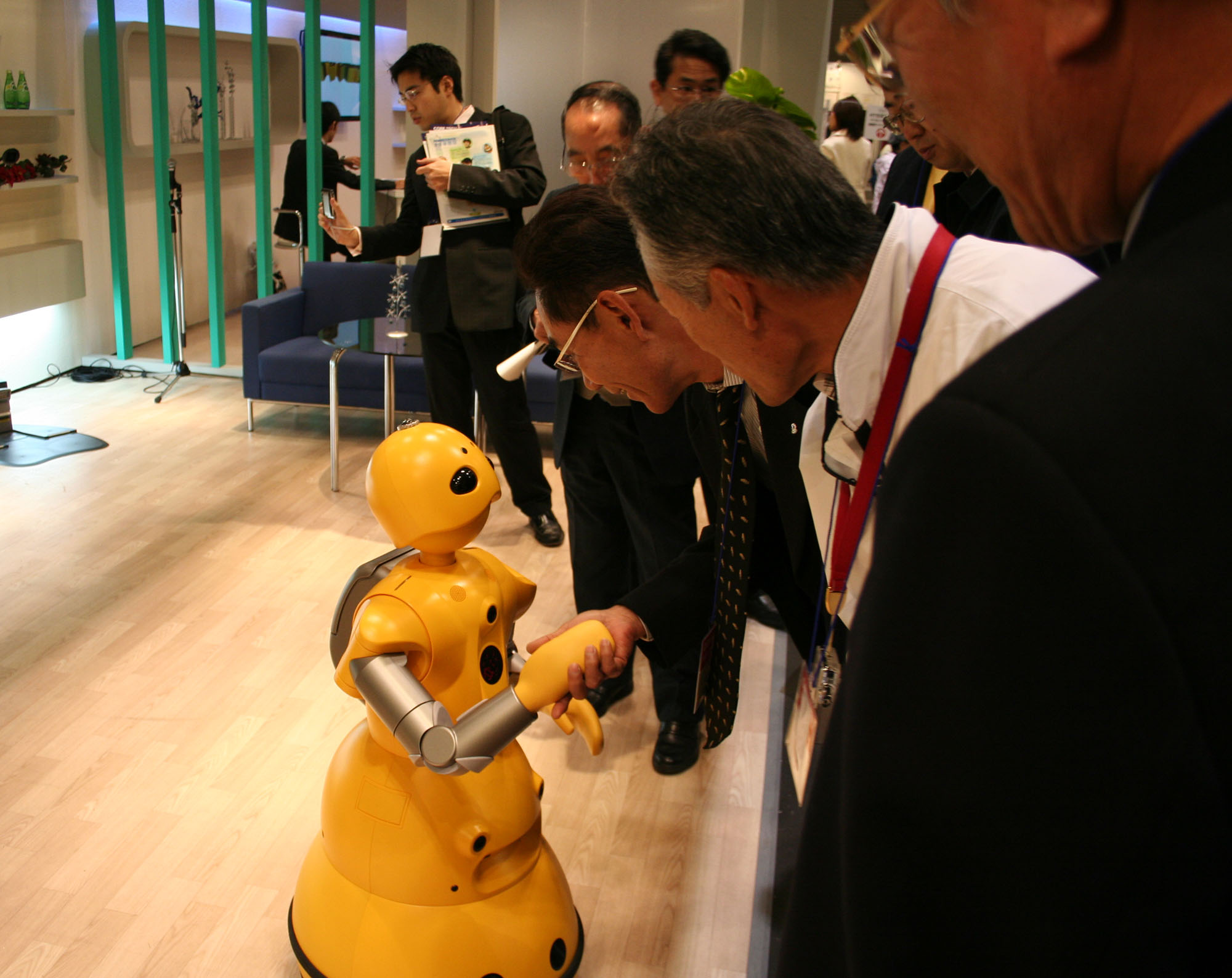
وكمارو يحيي الناس

هل هناك حدود لمدى ذكاء الآلات؟ هل هناك فرق جوهري بين الذكاء البشري والذكاء الاصطناعي؟ وهل يمكن أن يكون للآلة عقل ووعي؟ عدد قليل من أهم الإجابات على هذه الأسئلة ترد أدناه.
آلات الحساب والذكاء «قانون تورنغ»
إذا كان الجهاز يعمل بذكاء يضاهي الإنسان، إذًا فذكائه يماثل ذكاء الإنسان. تفيد نظرية آلان تورنغ أنه، في نهاية المطاف، لا يسعنا إلا أن نحكم على ذكاء الآلة بناء على أدائها. هذه النظرية تشكل أساس اختبار تورنغ.
أطروحة دارتموث
«يمكن وصف كل جانب من عملية التعلم أو غيرها من مظاهر الذكاء بدقة شديدة تمكن الإنسان من تصميم آلة تحاكيه». طُبِع هذا التأكيد في الأطروحة المقدمة لمؤتمر دارتموث عام 1956، وهو يمثل موقف معظم الباحثين في مجال الذكاء الاصطناعي.
نظام الرموز المادية (فرضية نظام نويل وسيمون للرموز المادية)
«نظام الرموز المادية لديه الوسائل الضرورية والكافية للأفعال الذكية بوجه عام». مفاد هذه الجملة هو أن جوهر الذكاء يكمن في المقدرة على معالجة الرموز. على عكس ذلك، يعتقد أوبير دريفوس أن الخبرات البشرية تتشكل بشكل غريزي لا واعي ولا تعتمد على التلاعب بالرموز بشكل واعي؛ فهي تتطلب أن يكون لدى الإنسان «شعور» بالموقف حتى وان لم تكن لديه المعرفة الكافية بالرموز.
مبرهنة عدم الاكتمال لغودل
لا يمكن لنظام منطقي (مثل برنامج حاسوبي) إثبات جميع الجمل الصحيحة. يعتقد روجر بينروز وآخرون غيره أن نظرية غودل وضعت حدودا لما يمكن أن تفعله الآلات بما أنها وضعت حدا لما يمكن استنتاجه حسابيًا،  ولكنها لم تضع حدودًا لما يمكن أن يفعله الإنسان.
فرضية سيرل حول الذكاء الاصطناعي القوي (الغرفة الصينية)
«يمكن أن يكون لجهاز الكمبيوتر عقلًا يماثل عقل الإنسان إن تمت برمجته بشكل ملائم بالمدخلات والمخرجات الصحيحة».  يرد سيرل على هذا التأكيد بحجته المعروفة بالغرفة الصينية، والتي تطلب منا أن ننظر داخل الكمبيوتر، لنحاول أن نعرف أين قد يكون هذا «العقل».
فرضية الدماغ الاصطناعي
يمكن محاكاة المخ. هانز مورفيك (Hans Moravec)، راي كرزويل
(Ray Kurzweil) وغيرهم قالوا بأنه من الممكن من الناحية التقنية نسخ الدماغ مباشرة في المعدات والبرمجيات، وبأن هذا سيكون مطابق للأصل تمامًا.

## أنواع الذكاء الاصطناعي
يمكن تصنيف الذكاء الاصطناعي إلى ثلاث فئات رئيسية وفق قدراته ومستوى محاكاته للذكاء البشري:

### الذكاء الاصطناعي الضيق
ويُعرف أيضا بالذكاء الاصطناعي المحدود، وهو النوع المستخدم حاليا في معظم التطبيقات. يتخصص في مهمة واحدة محددة، مثل التعرّف على الوجوه، أو الترجمة الآلية، أو لعب الشطرنج. هذه الأنظمة تُظهر كفاءة عالية في مجالها المحدد، لكنها غير قادرة على أداء مهام خارج نطاق تخصصها.

### الذكاء الإصطناعي العام
هو الذكاء الذي يمتلك القدرة على أداء أي مهمة فكرية يمكن للإنسان إنجازها، بما في ذلك الفهم، والتفكير المجرد، والتعلّم من تجارب متنوعة. لا توجد حتى الآن أنظمة وصلت إلى هذا المستوى، ويعتبر تطويرها من أكبر التحديات في أبحاث الذكاء الاصطناعي.

### الذكاء الاصطناعي الفائق
وهو مستوى متقدم نظريا يفوق الذكاء البشري في جميع النواحي، بما في ذلك الإبداع، واتخاذ القرار، والمهارات الاجتماعية. وصفه الفيلسوف نيك بوستروم بأنه "ذكاء يفوق أفضل العقول البشرية في كل مجال تقريبًا"، ويُثير هذا النوع مخاوف أخلاقية وتنظيمية مستقبلية.

## مشاكل الذكاء الاصطناعي
انقسمت مشكلة محاكاة (أو صنع) الذكاء إلى عدد من المشاكل الفرعية المحددة. وتتكون هذه من سمات أو قدرات معينة يود الباحثون أن يجسدها نظام ذكي. تلقت الملامح المذكورة أدناه أكبر قدر من الاهتمام.

### الاستنتاج، والتفكير المنطقي، والمقدرة على حل المشكلات
وضع الباحثون الأوائل في علم الذكاء الاصطناعي الخوارزميات التي تحاكي التفكير المنطقي المتسلسل الذي يمارسه البشر عند حل الألغاز، ولعب الطاولة، أو الاستنتاجات المنطقية.
وفي الثمانينيات والتسعينيات، أدت أبحاث الذكاء الاصطناعي إلى التوصل لوسائل ناجحة للغاية للتعامل مع المعلومات غير المؤكدة أو غير الكاملة، مُستخدمة في ذلك مفاهيم من الاحتمالية والاقتصاد.
بالنسبة للمشاكل الصعبة، تتطلب معظم هذه الخوارزميات موارد حسابية هائلة—مما يؤدي إلى «انفجار اندماجي»: أي يصبح مقدار الذاكرة أو الوقت اللازم للحواسيب فلكي عندما تتجاوز المشكلة حجماً معيناً. البحث عن خوارزميات أكثر قدرة على حل المشكلات هو أولوية قصوى لأبحاث الذكاء الاصطناعي.
يحل البشر معظم مشاكلهم باستخدام أحكام سريعة بديهية وليست واعية، عن طريق الاستنتاج التدريجي الذي تُمكن الباحثون الأوائل في علم الذكاء الاصطناعي من محاكاته آلياً. حققت أبحاث الذكاء الاصطناعي بعض التقدم في تقليد هذا النوع «الرمزي الفرعي» من مهارات حل المشاكل: المناهج المتضمنة في ذلك تأكد أهمية المهارات الحِسية الحركية للتفكير الأرقى؛ ويحاول البحث في مجال الشبكات العصبية ومحاكاة الهياكل داخل مخ الإنسان والحيوان التي تؤدي إلى ظهور هذه المهارة.

### تمثيل المعرفة
تمثيل المعرفة  وهندسة المعرفة  هي محور أبحاث الذكاء الاصطناعي. كثير من المشاكل التي يتوقع أن تحلها الآلات سوف تتطلب معرفة واسعة بالعالم. من بين الأمور التي تحتاج أن يمثلها الذكاء الاصطناعي: الأشياء والخواص والمجموعات التصنيفية والعلاقات بين الأشياء؛  والمواقف والأحداث، والدول، والزمن؛  الأسباب والنتائج؛  معرفة المعرفة (ما نعرفه عما يعرفه الناس)  وغيرها من المجالات الكثيرة التي لم تلق القدر الكافي من البحث. يسمى التمثيل الكامل «لما هو موجود» أنطولوجية (وجودية)  (كلمة مقترضة من الفلسفة القديمة)، والأكثر شمولاً منها تسمى أنطولوجيات عليا.
من بين أصعب المشاكل في تمثيل المعرفة هي:
التفكير الافتراضي ومشكلة التأهيل
يعد الكثير مما يعرفه الناس «افتراضات». على سبيل المثال، عند ذكر الطيور في محادثة، عادة ما يرسم مخ الإنسان صورة حيوان في حجم قبضة اليد، يغني، ويطير. بالطبع لا تنطبق كل هذه المواصفات على كل الطيور. عرف جون مكارثي هذه المشكلة في عام 1969  بمشكلة المؤهلات: لكل قاعدة منطقية يهتم باحثي الذكاء الاصطناعي بتمثيلها، العديد من الاستثناءات. لا يوجد شيء تقريبا يمكن القول ببساطة أنه حقيقية أم لا بالطريقة التي يقتضيها المنطق المجرد. كشفت أبحاث الذكاء الاصطناعي عددًا من الحلول لهذه المشكلة.
اتساع المعرفة المنطقية
يعلم الإنسان العادي عددًا كبيرًا من الحقائق عن الذرة. مشاريع البحوث التي تسعى إلى بناء قاعدة كاملة من المعرفة المنطقية (مثل Cyc) تتطلب كميات هائلة من الهندسة الأنطولوجية -- فهي يجب أن تبنى بطريقة تقليدية حيث تُبْنَى المفاهيم المعقدة واحدًا تلو الآخر. من أحد الأهداف الرئيسية أن يفهم جهاز الكمبيوتر عددًا وافرًا من المفاهيم ليكون قادرًا على التعلم من خلال قراءة مصادر مثل الإنترنت، وبالتالي يكون قادرًا على أن يضيف إلى أنطولوجية.
شكل الفرعي الرمزي لبعض المعرفة المنطقية
الكثير مما يعرفه الناس غير ممثل بـ«الحقائق» أو «البيانات» التي يمكن التحدث عنها. على سبيل المثال، تجد من كان ذا خبرة بالشطرنج يتجنب موضعا معينا لأنه «مكشوف أو غير آمن»  وتجد الناقد الفني يدرك أن تمثالًا مزيفًا بنظرة واحدة. هذه بديهيات أو ميول تتمثل في الدماغ بشكل غير واع وشبه رمزي. مثل هذه المعرفة يدعم ويوفر السياق، للمعرفة الرمزية الواعية. وكما هو الحال مع مشكلة التفكير المنطقي الشبه رمزي، من المأمول أن توفر أبحاث الذكاء الاصطناعي أو الذكاء الحسابي وسائل لتمثيل هذا النوع من المعرفة.

### التخطيط
يجب أن تكون العوامل الذكية قادرة على تحديد الأهداف وتحقيقها. فهي في حاجة إلى طريقة لتصور المستقبل (يجب أن يكون لديها القدرة على تمثيل حال البشر في هذا العالم، وتكون قادرة على التنبؤ بمدى مقدرتهم على تغييره)، وتكون قادرة على الاختيار لتعظيم الفائدة (أو «القيمة») من الخيارات المتاحة.
في بعض مشاكل التخطيط، يمكن أن يفترض العامل الذكي أنه الشيء الوحيد الذي يعمل في العالم ويمكنه أن يصبح متأكدًا من عواقب تصرفاته. بالرغم من ذلك، وإذا كان ذلك غير صحيح، يجب أن يتأكد العامل بشكل دوري من اتساق توقعاته مع الواقع، ويجب أن يغير خطته عند الضرورة، يتطلب ذلك أن يعمل العامل في ظل عدم اليقين.
التخطيط عن طريق عوامل متعددة يستخدم التعاون والمنافسة بين الكثير من العوامل لتحقيق هدف معين. السلوك الناشئ مثل هذا تستخدمه الخوارزميات التطورية والذكاء السربى.

### التعلم
تعلم الآلة  كان تعلم الآلة محوريًا في أبحاث الذكاء الاصطناعي منذ البداية. التعلم دون إشراف هو القدرة على إيجاد أنماط في عدد كبير من المدخلات. التعلم تحت الإشراف يشمل كلاً من التصنيف (القدرة على تحديد إلى أي فئة ينتمي شيء ما، بعد رؤية عددا من النماذج لعدة أشياء من فئات عدة)، والتراجع (اكتشاف آلية مستمرة من شأنها أن تولد نواتج من المدخلات، في ضوء مجموعة من المدخلات والمخرجات العددية من الأمثلة). في التعلم التقويمي  يكافئ العامل على الاستجابة الحسنة ويعاقب على الاستجابة السيئة. يمكن تحليل هذه الاستجابات من حيث نظرية القرار، وذلك بإستخدام مفاهيم مثل المنفعة. التحليل الرياضي لخوارزميات تعلم الآلة وأدائها هو فرع من علوم الحاسوب النظرية المعروفة باسم نظرية التعلم الحسابية.

### آلية عمل اللغة الطبيعية
المعالجة الطبيعية للغة  تعطي الآلات القدرة على قراءة وفهم اللغات التي يتحدث بها البشر. يأمل كثير من الباحثين أن يكون نظام معالجة اللغة الطبيعية قويًا بما يكفي لاكتساب المعرفة من تلقاء نفسه، من خلال قراءة النص الحالي المتاح عبر الإنترنت. بعض التطبيقات المباشرة لمعالجة اللغة الطبيعية، تشمل استرجاع المعلومات (أو تحليل النصوص)، والترجمة الآلية.

### الحركة وإمكانية التغيير
مجال الروبوتات  هو ذو صلة وثيقة بالذكاء الاصطناعي. يلزم الروبوتات الذكاء لتكون قادرة على التعامل مع مهام مثل تغيير الأشياء،  والملاحة، في ظل مشاكل الفرعية الخاصة بتحديد المكان (أن تعلم أين أنت)، ورسم الخرائط (أن تعلم ما حولك)، وتخطيط الحركة (أن تعرف كيف تصل إلى هناك).

### الإدراك
تصور الآلة  هو القدرة على استخدام مدخلات من أجهزة الاستشعار (مثل الكاميرات والميكروفونات والسونار وغيرها من الآلات الأكثر غرابة) لاستخلاص جوانب من العالم. رؤية الحواسيب  هي القدرة على التحليل البصري المدخلات. من المشاكل الفرعية القليلة: التعرف على الكلام  التعرف على الوجوه والتعرف على الأشياء.

### الذكاء الاجتماعي

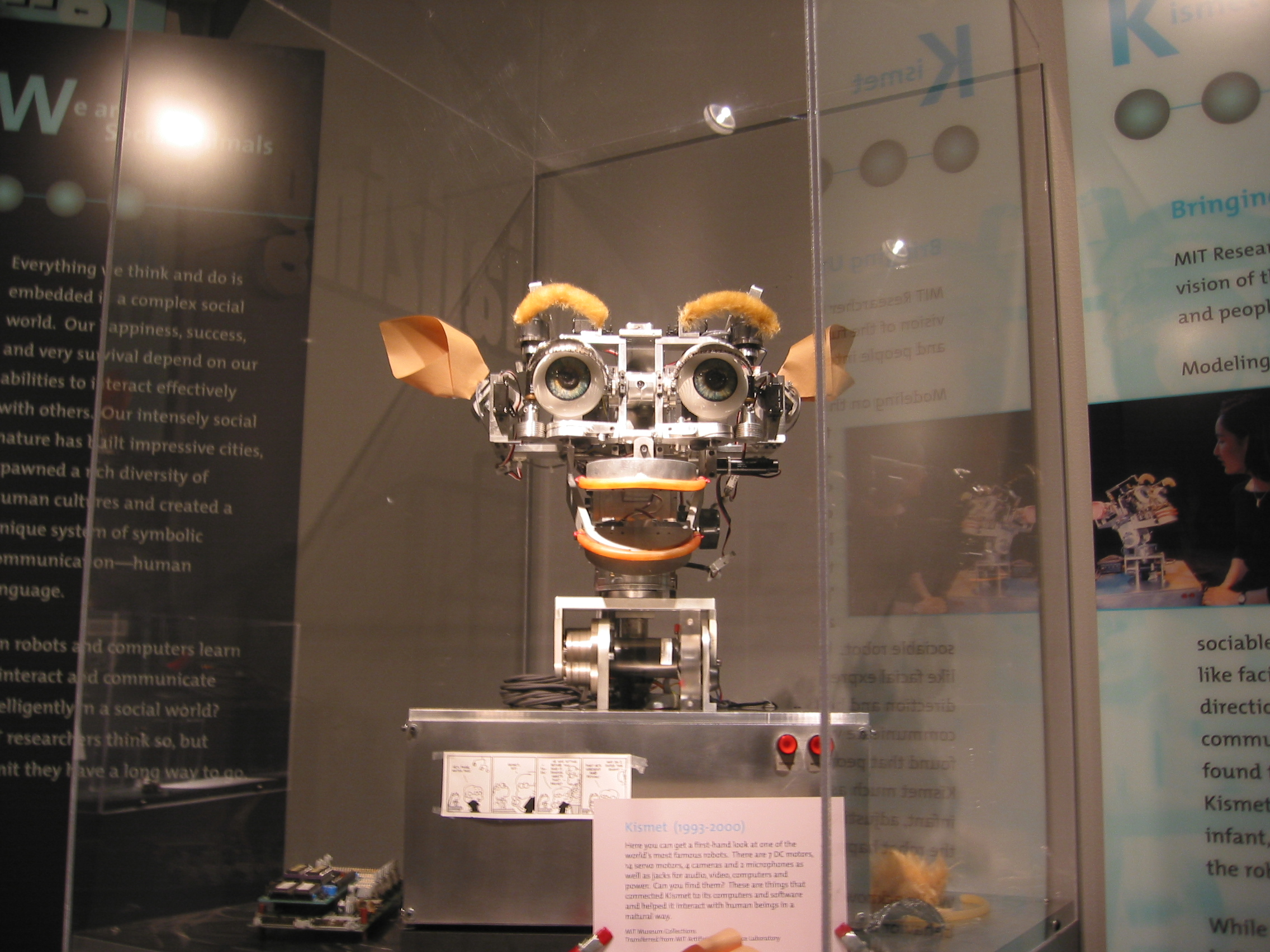
قسمت Kismet، روبوت ذا مهارات اجتماعية بدائية

تقوم العواطف والمهارات الاجتماعية بدورين للعامل الذكي:
- يجب أن تكون قادرة على التنبؤ بأفعال الآخرين، وفهم دوافعهم وحالاتهم العاطفية. (وهذا ينطوي على عناصر من نظرية اللعبة، نظرية القرار، وكذلك القدرة على محاكاة العواطف البشرية ومهارات الإدراك الحسي للكشف عن العواطف).
- لحسن التفاعل بين الإنسان والحاسوب، تحتاج الآلة الذكية أيضا أن تظهر المشاعر—على الأقل يجب أن تبدو مهذبة وحساسة في تفاعلها مع البشر. في أحسن الأحوال، ينبغي أن تكون لديها مشاعر عادية.

### الإبداع

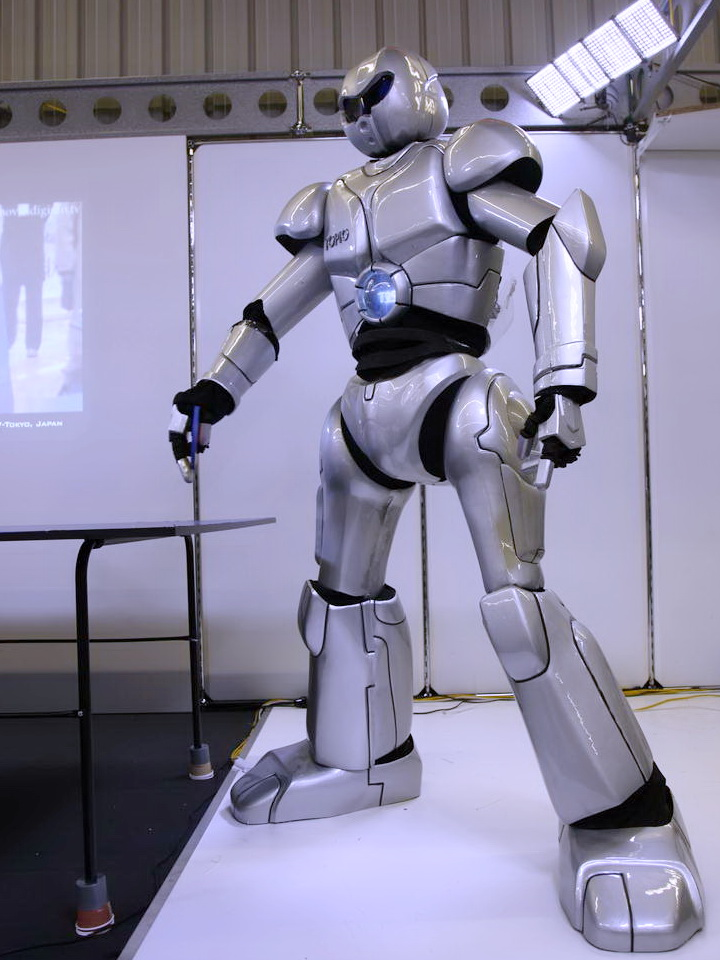
TOPIO، روبوت يمكن أن تلعب لعبة كرة الطاولة، التي وضعتها TOSY.

هو مجال فرعي للذكاء الاصطناعي، يتناول الإبداع من الناحية النظرية (من المنظور الفلسفي والنفسي) والعملية على حد سواء (من خلال تطبيقات معينة لنظم تولد مخرجات يمكن أن تعتبر إبداعية).

### الذكاء العام
يأمل معظم الباحثين أن تدمج أعمالهم في نهاية المطاف في صورة آلة ذات ذكاء عام (يعرف باسم الذكاء الاصطناعي القوي)، يجمع كل المهارات السابق ذكرها ويتجاوز معظم أو كل القدرات البشرية. يعتقد البعض أن هذا المشروع يتطلب سمات إنسانية مصطنعة مثل الوعي الاصطناعي أو المخ الاصطناعي.
كثير من المشاكل المذكورة أعلاه تعتبر جزءاً لا يتجزأ من مسألة الذكاء الاصطناعي التام: لحل مشكلة واحدة، يجب حل كل هذه المشكلات. على سبيل المثال، تتطلب مهمة محددة مثل الترجمة الآلية أن تتابع الآلة رأي الكاتب (العقل)، ومعرفة ما يجري الحديث عنه (المعرفة)، وإعادة كتابة نية الكاتب بأمانة (ا الذكاء الاجتماعي). ولذلك، يعتقد أن الترجمة الآلية وثيقة الصلة بالذكاء الاصطناعي التام: قد تحتاج الذكاء الاصطناعي القوي لتترجم مثلما يترجم الإنسان.

## مداخل للذكاء الاصطناعي
لا توجد نظرية موحدة أو نموذج يوجه بحوث الذكاء الاصطناعي. اختلف الباحثون حول العديد من القضايا. من أكثر المسائل التي ظلت دون إجابة لمدة طويلة هي: هل ينبغي للذكاء الاصطناعي محاكاة الذكاء الطبيعي من خلال دراسة علم النفس أو علم الأعصاب؟ أم أن البيولوجيا البشرية لا تمت بصلة إلى أبحاث الذكاء الاصطناعي مثلما لا تمت بحوث بيولوجيا الطيور بصلة لهندسة الملاحة الجوية؟  وهل يمكن وصف السلوك الذكي باستخدام مبادئ بسيطة وأنيقة (مثل المنطق أو التحسين)؟ أو هل يحتاج بالضرورة إلى حل عدد كبير من المشاكل غير المتعلقة ببعضها البعض؟  وهل يمكن إعادة إنتاج الذكاء باستخدام رموز رفيعة المستوى، على غرار الكلمات والأفكار؟ أم أنها تحتاج إلى معالجة «شبه رمزية»؟ 

### علم التحكم الآلي ومحاكاة الدماغ

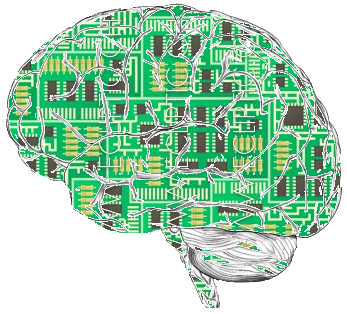
العقل البشري يوفر إلهاما للباحثين في الذكاء الاصطناعي، ولكن لا يوجد توافق في الآراء بشأن المدى المقبول لهذه المحاكاة.

في الأربعينيات والخمسينيات، قام عدد من الباحثين باستكشاف العلاقة بين علم الأعصاب، نظرية المعلومات، وعلم التحكم الآلي. بعضهم بني الآلات التي تستخدم الشبكات الإلكترونية لعرض الذكاء البدائي مثل سلاحف و. جراى والتر W. Grey Walter ووحش جونز هوبكنز Johns Hopkins. العديد من هؤلاء الباحثين تجمعوا لحضور اجتماعات الجمعية الغائية في جامعة برينستون ونادي النسبية في إنكلترا. وبحلول عام 1960، أصبح هذا المنهج مهجور إلى حد كبير، على الرغم أن بعضا من عناصره عادت لها الحياة مرة أخرى في الثمانينيات.

### الذكاء الاصطناعي التقليدي الرمزي
عند الوصول إلى الحواسيب الرقمية أصبح من الممكن في منتصف الخمسينيات، بدأت أبحاث الذكاء الاصطناعي استكشاف إمكانية أن يختزل الذكاء البشري للتحكم بالرموز. وكان مركز الأبحاث في المؤسسات الثلاث : CMU، وستانفورد ومعهد ماساتشوستس للتكنولوجيا، وضعت كل واحدة أسلوبها الخاص في البحث. أطلق جون هاوجلاند John Haugeland على هذه المداخل للذكاء الاصطناعي اسم «الطراز القديم الجيد للذكاء الاصطناعي» أو "GOFAI".

#### محاكاة المعرفة
رجلا الاقتصاد هربرت سيمون وآلان نويل درسا المهارات البشرية وحاولا وضعها في إطار شكلي. وبأعمالهما هذه وضعا أساس علم الذكاء الاصطناعي، فضلا عن العلوم المعرفية، وبحوث العمليات وعلم الإدارة. أجرى فريقهم البحثي تجاربا نفسية لبيان أوجه التشابه بين مهارات الإنسان في حل المشاكل ومهارات البرامج التي كانوا يصممونها (مثل «حلال المشكلات العام»). كان مقدرا لهذا التقليد، المتركز في جامعة كارنيغي ميلون، في نهاية المطاف أن يؤدي إلى تطوير بناء ال Soar (بناء معرفي رمزي) في منتصف الثمانينيات.

#### الذكاء الاصطناعي المنطقي
وخلافا لنويل وسيمون، وجون ماكارثي ورأى أن الأجهزة ليست في حاجة إلى محاكاة الفكر البشري، ولكن بدلا من محاولة العثور على جوهر المنطق المجرد وحل المشاكل، وبغض النظر عما إذا كان الناس في نفس الخوارزميات. وقال في مختبر ستانفورد (شراع) الرسمية التي تركز على استخدام المنطق لحل مجموعة واسعة من المشاكل، بما في تمثيل المعرفة، التخطيط الآلي والجدولة تعلم الآلة  كان المنطق أيضا محط تركيز العمل في جامعة أدنبرة وأماكن أخرى في أوروبا والتي أدت إلى تطوير لغة البرمجة المسماة بالبرولوج وعلوم البرمجة المنطقية.

#### الذكاء الاصطناعي الرمزي«غير المنتظم»
وجد باحثون في معهد ماساتشوستس للتكنولوجيا (مثل مارفن مينسكي وسيمور Papert)  أن حل المشاكل الصعبة في الرؤية ومعالجة اللغة الطبيعية تتطلب حلولا خاصة—وقالوا إنه لا يوجد مبدأ عام وبسيط (مثل المنطق) من شأنه استيعاب جميع جوانب السلوك الذكي. وصف روجر شانك مناهجهم «المضادة للمنطق» ب «غير المنتظمة» (على عكس النماذج «المنتظمة» في جامعة كارنيغي ميلون وستانفورد). قواعد المعرفة المنطقية (مثل مشروع دوغ لينات المسمى ب Cyc) هي مثال على الذكاء الاصطناعي «غير المنتظم»، لأنها يجب أن تصمم يدويا؛ مفهوم معقدا واحدا تلو الآخر.

#### الذكاء الاصطناعي القائم على المعرفة
عندما أصبحت ذاكرة الحواسيب الكبيرة متاحة في عام 1970 تقريبا، بدأ باحثين من كل هذه التقاليد الثلاثة في بناء المعرفة في تطبيقات الذكاء الاصطناعي. أدت «ثورة المعرفة» هذه إلى تطوير ونشر النظم الخبيرة (التي قدمها إدوارد فيغنبوم، وهي أول شكل حقيقي ناجح لبرمجيات الذكاء الاصطناعي. كان أيضا ما يحرك ثورة المعرفة إدراك أن كميات هائلة من المعارف ستكون مطلوبة للعديد من التطبيقات البسيطة للذكاء الاصطناعي.

### الذكاء الاصطناعي الشبه الرمزي
خلال 1960، حققت المناهج الرمزية نجاحا كبيرا في محاكاة التفكير العال المستوى في برامج تمثيلية صغيرة. هجرت المناهج القائمة على علم التحكم الآلي أو الشبكة العصبية أو دفعت إلى الخلفية.
وفي الثمانينيات، على الرغم من ذلك، توقف التقدم في الذكاء الاصطناعي الرمزي، واعتقد العديد أن النظم الرمزية لن تكون قادرة على محاكاة جميع عمليات الإدراك البشري، ولا سيما التصور، الروبوتيات، والتعلم والتعرف على الأنماط. وبدأ عدد من الباحثين النظر في المناهج «الشبه رمزية» لمشاكل محددة في الذكاء الاصطناعي.

#### من أسفل إلى أعلى،متضمن،موجود،القائم على السلوكأوالذكاء الاصطناعي الجديد
والباحثون في مجال الروبوتيات، مثل رودني بروكس، رفضوا الذكاء الاصطناعي الرمزي وركزوا على المشاكل الأساسية للهندسة التي من شأنها أن تسمح للروبوتات بالتحرك والبقاء على قيد الحياة. [325] أحيا عملهم وجهة النظر غير الرمزية لأوائل باحثي السيبرنطيقية (التحكم الآلي) من الخمسينيات وأعادوا تقديم نظرية التحكم في الذكاء الاصطناعي. تتصل هذه المداخل نظرياً بأطروحة العقل المتجسد.

#### الذكاء المحاسبي
تجدد الاهتمام بالشبكات العصبية و"الترابط" من خلال ديفيد روميلهارت David Rumelhart وآخرين في منتصف الثمانينيات. الآن تدرس هذه المداخل وغيرها من المناهج الشبه رمزية، مثل النظم التقريبية fuzzy systems والحسابات التطورية، مجتمعة من خلال مبحث ناشئ بمسمى الذكاء الحسابي.

### الذكاء الاصطناعي الإحصائي
في التسعينيات، وضع باحثو الذكاء الاصطناعي أدوات رياضية معقدة لحل مشاكل فرعية محددة. هذه الأدوات هي حقا علمية، بمعنى أن نتائجها يمكن قياسها والتحقق منها على حد سواء، وكانت مسؤولة عن العديد من النجاحات الأخيرة لأبحاث الذكاء الاصطناعي. كما تسمح أيضا هذه اللغة الرياضية المشتركة بمستوى عال من التعاون مع المزيد من المجالات (مثل الرياضيات، والاقتصاد، أو بحث العمليات). راسل ستيوارت وبيتر Norvig وصفا هذه الحركة بأنها ليست أقل من «الثورة» و«انتصارا للنظاميين».

### دمج المناهج
نموذج العامل الذكي
العامل الذكي هو نظام يستوعب بيئته ويتخذ المواقف التي تزيد من فرصته في النجاح. العوامل الذكية في أبسط أشكالها هي برامج لحل مشاكل محددة. وأكثرها تعقيدا هو الإنسان المفكر والعقلاني. هذا النموذج يعطي الباحثون رخصة لدراسة المشاكل المنفردة وإيجاد حلول يمكن التحقق من صحتها والاستفادة منها ها على حد سواء، من دون الاتفاق على نهج واحد. يمكن للعامل استخدام أي نهج يصلح لحل مشكلة محددة—بعض العوامل رمزية ومنطقية، وبعضها شبكات عصبية شبه رمزية وغيرها يمكنه استخدام مداخل جديدة. كما يقدم النموذج للباحثين لغة مشتركة للتواصل مع مجالات أخرى، مثل نظرية القرار والاقتصاد والتي تستخدم أيضا مفاهيم العوامل المجردة. أصبح نموذج العامل الذكي مقبولا على نطاق واسع خلال التسعينيات.
العامل البنيوي [أو] المعرفية البنيوية
صمم باحثون أنظمة لبناء نظم ذكية من خلال تفاعل العوامل الذكية في النظام متعدد العوامل. النظام الذي يتكون من مكونات رمزية وشبه رمزية هو نظام ذكي هجين، ودراسة مثل هذه الأنظمة تعتبر تكاملا بين أنظمة الذكاء الاصطناعي. يوفر نظام المراقبة الهرمية جسرا بين الذكاء الاصطناعي الشبه رمزي في قاع الهرم والمستويات الاستجابية والذكاء الاصطناعي التقليدي الرمزي في أعلى الهرم، حيث تسمح المسافة الزمنية بالتخطيط ووضع النماذج للعالم. كان هيكل التصنيف الخاص برودني بروكس Rodney Brooks اقتراحا مبكرا لهذا النظام الهرمي.

## أدوات بحث الذكاء الاصطناعي
خلال خمسين سنة من البحوث، صمم الذكاء الاصطناعي عددا كبيرا من الوسائل لحل أصعب المشاكل في علوم الكمبيوتر. نناقش أدناه عدد قليل من أعم هذه الوسائل.

### البحث والتحسين
يمكن حل العديد من مشاكل الذكاء الاصطناعي من الناحية النظرية بالبحث الذكي في العديد من الحلول الممكنة: يمكن أن يختزل التفكير المنطقي إلى إجراء البحث. على سبيل المثال، يمكن اعتبار الدليل المنطقي بحثا عن مسار ينطلق من افتراضات إلى نتائج، حيث كل خطوة هي تطبيق لقاعدة الاستدلال.
تبحث الخوارزميات التخطيطية خلال تفريعات من الأهداف الرئيسية والفرعية، في محاولة لإيجاد الطريق إلى الهدف، وهي عملية تسمى تحليل الوسائل والغايات.
تستخدم الخوارزميات الروبوتية محركات بحث محلية لتحريك الأطراف واستيعاب الأشياء في مساحة التكوين.
العديد من خوارزميات التعلم تستخدم خوارزميات البحث على أساس قابلية التحسين.
أبحاث بسيطة شاملة
نادرا ما تكون كافية لمعظم مشاكل العالم الحقيقي: فضاء البحث (عدد أماكن البحث) لتنمو بسرعة إلى أرقام فلكية. والنتيجة هي بحثا بطيئا للغاية أو بحثا لا ينجز أبدا. الحل بالنسبة لكثير من المشاكل، هو استخدام «الاستدلال» أو «قواعد التجربة» التي تقضي على الخيارات التي يستبعد أن تؤدي إلى الهدف (وهي تسمى «تشذيب شجرة البحث»). يوفر الاستدلال البرنامج بـ«أفضل تخمين» عن طريق الحل.
وهناك نوع مختلف جدا من البحث برز في التسعينيات، على أساس نظرية التحسين الرياضية. بالنسبة لكثير من المشاكل، من الممكن أن تبدأ عملية البحث بشكل ما من التكهن والتخمين، ثم يعدل التخمين تدريجيا حتى الوصول إلى الدرجة المثلى التي لا يمكن إجراء أي تحسينات بعدها. يمكن تصور هذه الخوارزميات كأنها أعمى يتسلق التلال: يبدأ البحث عند نقطة عشوائية على الساحة، وبعد ذلك، بعض القفزات أو الخطوات، ونستمر في تحريك تخمينا بصعود هذا التل، إلى أن نصل إلى القمة. من خوارزميات التحسين الأخرى: محاكاة الصلب، بحث الشعاع والتحسين العشوائي.
تستخدم المحاسبة التطورية شكل من أشكال البحث الأمثل. على سبيل المثال، قد تبدأ من الكائنات التي يبلغ عدد سكانها (التكهنات)، ثم السماح لهم بالتحور وإعادة التكوين، واختيار الأصلح فقط للبقاء على قيد الحياة كل جيل (صقل التخمينات). أشكال التطور الحسابية تشمل خوارزميات الذكاء السربي (مثل مستعمرة النمل أو تحسين سرب الجسيمات) 
والخوارزميات التطورية (مثل الخوارزميات الجينية) والبرمجة الجينية.

### المنطق
المنطق 
أدخله جون مكارثي في مجال أبحاث الذكاء الاصطناعي في عام 1958 خلال أطروحته المسماة «الآخذ بالمشورة». في عام 1963، اكتشف ج.آلان روبنسون طريقة خوارزمية بسيطة وكاملة تماما للاستنتاج المنطقي الذي يمكن بسهولة أن يقوم به الحواسيب الرقمية.
ومع ذلك، سرعان ما يؤدي التنفيذ الساذج للخوارزميات إلى حدوث انفجار اندماجي أو حلقة لا نهاية لها. في عام 1974، اقترح روبرت كوالسكي تمثيل تعبيرات منطقية حسب شروط القرن (البيانات في شكل قواعد، كما يلي: «أن p إذا q»، مما اختزل الاستدلال المنطقي إلى تسلسل خلفي أو أمامي. هذا خفف المشكلة إلى حد كبير (ولكن لم يلغها).
يستخدم المنطق لتمثيل المعرفة، وحل المشاكل، ولكن يمكنه أن يطبق على غيرها من المشاكل أيضا. على سبيل المثال، خوارزمية satplan تستخدم المنطق للتخطيط، 
وبرمجة المنطق الاستقرائي هي طريقة للتعلم.
هناك عدة أشكال مختلفة من المنطق المستخدم في بحوث الذكاء الاصطناعي.
- المنطق الاقتراحي أو العباري:[106] هو منطق البيانات التي يمكن أن تكون صحيحة أو غير صحيحة.
- المنطق الأولي:[107] يسمح أيضا باستخدام الكلمات الدالة على الكمية والخبر، ويمكنه التعبير عن حقائق الأشياء، وخواصهم، وعلاقاتهم مع بعضهم البعض.
- المنطق التقريبي: هو نوع من المنطق الأولي والذي يسمح بتمثيل حقيقة الجملة بقيمة بين 0 و1، بدلا من مجرد (1) للصحيح أو (0) للخطأ. يمكن استخدام النظام التقريبي للتفكير غير المؤكد، وكان المنطق الذي يستخدم على نطاق واسع في الصناعة الحديثة ونظم مراقبة المنتجات الاستهلاكية.[108]
- المنطق الافتراضي، المنطق غيرالمونوتوني والمحيط: هي أشكال المنطق الذي صمم للمساعدة في المنطق الافتراضي ومشكلة التأهيل.[47]
- صممت عدة امتدادات للمنطق للتعامل مع مجالات محددة من المعرفة، مثل: المنطق الوصفي؛ [41] وحساب الموقف، وحساب الحدث والحساب الطليق (لتمثيل الأحداث والزمن) [42] الحساب السببي؛ [43] حساب المعتقد، ومنطق الاحتمالات.[44]

### الطرق الاحتمالية للتفكير غير المؤكد
مشاكل عديدة في أبحاث الذكاء الاصطناعي (في التفكير، والتخطيط، والتعلم، والفهم والروبوتيات) تتطلب عاملاً للعمل مع معلومات غير كاملة أو غير أكيدة. ابتداء من أواخر الثمانينيات وأوائل التسعينيات، دافع يهودا بيرل وغيره عن استخدام أساليب مستمدة من نظرية الاحتمال والاقتصاد لوضع عدد من أدوات قوية لحل هذه المشاكل.
شبكات  Bayes
هي أداة عامة للغاية يمكن استخدامها في عدد كبير من المشاكل : التفكير المنطقي (باستخدام خوارزمية Bayesian الافتراضية الاستدلالية)، 
التعلم (باستخدام خوارزمية تعظيم التوقعات -)، 
تخطيط (باستخدام شبكة قرار) 
وتصور (باستخدام شبكة دينامية النظرية الافتراضية).
يمكن استخدام الخوارزميات الاحتمالية أيضا للترشيح، والتنبؤ، وتمهيد، وإيجاد تفسيرات لتيارات البيانات، ومساعدة نظم التصور لتحليل العمليات التي تحدث على مر الزمن  (على سبيل المثال، نموذج ماركوف الخفي) 
أو مرشح كالمان 
وثمة مفهوم رئيسي من علم الاقتصاد هو «الجدوى»: مقياس لمعرفة قيمة شيء بالنسبة للعامل ذكي. وضعت أدوات رياضية دقيقة لتحليل كيف يمكن للعامل الاختيار والتخطيط، وذلك باستخدام نظرية القرار، قرار التحليل، 
نظرية قيمة المعلومة.
وتشمل هذه الأدوات نماذج مثل عملية قرار ماركوف، 
شبكة القرار الديناميكية 
نظرية اللعبة، وتصميم الآلية 

### المصنفات وطرق التعلم الإحصائي
الذكاء الاصطناعي أبسط تطبيقاته يمكن تقسيمها إلى نوعين: المصنفات («إذا كانت براقة فهي ماس»)، وحدات التحكم («إذا كانت لامعة، فالتقطها»). ولكن أدوات التحكم تصنف الشروط قبل أن نستنتج الأعمال، ولذلك يشكل أنواع التصنيف جزءا أساسيا من العديد من نظم الذكاء الاصطناعي.
والمصنفات 
من المهام التي تستخدم نمط المطابقة لتحديد أقرب مطابقة. يمكن ضبطها وفقا لنماذج وجعلها جذابة جدا للاستخدام في الذكاء الاصطناعي. تعرف هذه الأمثلة بالملاحظات أو الأنماط. في التعليم تحت إشراف، ينتمي كل نمط إلى فئة معينة محددة سلفا. يمكن اعتبار هذه الفئة قرارا يجب أن يتخذ. تعرف جميع الملاحظات مع علامات فئاتها باسم مجموعة من البيانات.
عندما ترد ملاحظة جديدة، تصنف هذه الملاحظة على أساس الخبرة السابقة. يمكن تدريب المصنفات بطرق مختلفة، فهناك العديد من المناهج الإحصائية ومناهج تعليم الآلة.
وهناك مجموعة واسعة من المصنفين متاحة، ولكل منها نقاط قوتها ونقاط ضعفها. ويعتمد أداء المصنف بشكل كبير على خصائص البيانات المراد تصنيفها. لا يوجد تصنيف واحد يعمل على النحو الأفضل في كل المشاكل وهو ما يشار إليه بنظرية «لا توجد وجبة غذاء مجانية». أجريت اختبارات تجريبية مختلفة للمقارنة بين أداء المصنفات وللعثور على خصائص البيانات التي تحدد تصنيف الأداء. على الرغم من ذلك، يعتبر تحديد المصنف المناسب لمشكلة معينة فنا أكثر من كونه علما.
أكثر المصنفات استخداما هي الشبكة العصبية 
الطرق الأساسية مثل دعم جهاز النقل المدعم
خوارزمية (ك) لأقرب جار 
النموذج كارل فريدريش جاوس المختلط 
مصنف بايز Bayes البسيط، 
وشجرة القرارات. 
قورن أداء هذه المصنفات بالكثير من مهام التصنيف 
من أجل التوصل إلى بيانات الخصائص التي تحدد تصنيف الأداء.

### الشبكات العصبية
دراسة الشبكة العصبية الاصطناعية 

الشبكة العصبية الاصطناعية

بدأت خلال العقد السابق لتأسيس أبحاث الذكاء الاصطناعي. في الستينيات، وضع فرانك روزنبلات Frank Rosenblatt نسخة مهمة وجديدة؛ ألا وهي، المستقبلات.
طور بول فربوس Paul Werbos خوارزمية إعادة الانتشار backpropagation للمستقبلات المتعددة الطبقات في عام 1974، 
مما أدى إلى نهضة في مجال البحث والشبكة العصبية و"الترابط"connectionism) بشكل عام في منتصف الثمانينيات. شبكة هوبفيلد The Hopfield net، هي شكل من أشكال شبكة الجذب، وكان أول من وصفها هو جون هوبفيلد John Hopfield في عام 1982.
من الشبكات البنائية التي طُوِّرَت شبكة ال feedforward، وشبكة القاعدة الشعاعية، خريطة كوهونن Kohonen المنظمة ذاتيا ومختلف الشبكات العصبية المتكررة s. To show relevance[بحاجة لمصدر] تطبق الشبكات العصبية على مشكلة التعليم، باستخدام تقنيات مثل التعلم بطريقة هب Hebbian learning،  والتعلم التنافسي.
والتصميمات الجديدة نسبيا مثل التسلسل الهرمي للذاكرة الزمنية وشبكات الاعتقاد العميق.

#### نظرية التحكم
نظرية التحكم، وليدة علم التحكم الآلي، لها العديد من التطبيقات الهامة، وخاصة في الروبوتيات (أو علوم الإنسان الآلي).

#### اللغات المتخصصة
وضع باحثو الذكاء الاصطناعي العديد من اللغات المتخصصة لبحوث الذكاء الاصطناعي:
- IPL:[134] هي اللغة الأولى التي صممت لتطبيقات الذكاء الاصطناعي. وتشمل سمات تدعم برامج حل المشكلات العامة، بما في ذلك من قوائم، الأفكار المرتبطة ببعضها البعض، المخططات (الأطر)، التخصيص الحركي للذاكرة، وأنواع البيانات، واستدعاء ذاتي، الاسترجاع المترابط، الوظائف مثل القيم، والمولدات الكهربائية (تيارات)، والقيام بمهام متعددة بشكل متناسق.
- [Lisp [511: هو نظام عملي حسابي لبرامج الكمبيوتر بني على أساس لامبدا في الحساب lambda calculus. القوائم المترابطة هي واحدة من هياكل البيانات الرئيسية للغات Lisp، ومصدر شفرة Lisp هو نفسه مكون من القوائم. ونتيجة لذلك، يمكن أن تغير برامج Lisp شفرة المصدر بوصفها هياكل البيانات، وهو ما نتج عنه الأنظمة الكلية التي تسمح للمبرمجين بإنشاء تراكيب جديدة أو البرمجة المتخصصة المتضمنة في Lisp. هناك العديد من لهجات Lisp المستخدمة اليوم.
- البرولوج Prolog:[103][135] هي لغة بيانية تعبر عن البرامج من خلال العلاقات، ويحدث التنفيذ 'عن طريق تشغيل الاستفسارات queries حول هذه العلاقات. للبرولوج فائدة خاصة في التفكير المنطقي الرمزي، وتطبيقات قواعد البيانات والتحليل. يستخدم البرولوج على نطاق واسع في الذكاء الاصطناعي اليوم.
- الستربس STRIPS: هي لغة للتعبير عن التخطيط الآلي للمشاكل. تعبر عن الحالة الأولية، أحوال الهدف، ومجموعة من الإجراءات. لكل عمل شروط محددة مسبقا (ما يجب أن يحدد قبل أنجاز العمل) وشروط مؤخرة (ما يُحَدَّد بعد انجاز العمل).
- المخطط: هو مزيج بين اللغات الإجرائية والمنطقية. وهي تعطي تفسيرا إجرائيا مبسطا لجمل منطقية على عكس الدلالات التي تفسر عن طريق الاستدلال النمطي.

تكتب تطبيقات الذكاء الاصطناعي أيضا في كثير من الأحيان بلغات معيارية مثل س + + واللغات المصممة من أجل الرياضيات MATLAB وLush.

### تقييم الذكاء الاصطناعي
كيف يمكن تحديد ما إذا كان العامل ذكيا أم لا؟ في عام 1950، اقترح آلان تورنغ إجراء عام لاختبار ذكاء عاملاً يعرف الآن باختبار تورنغ. يسمح هذا الإجراء باختبار معظم المشاكل الرئيسية للذكاء الاصطناعي. ولكنه يعد تحديا صعبا للغاية في الوقت الحالي وجميع العوامل التي خضعت له باءت بالفشل.
ويمكن أيضا أن يقيم الذكاء الاصطناعي وفقا لمشاكل محددة مثل مشاكل صغيرة في الكيمياء، والتعرف على خط اليد والألعاب. سميت هذه الاختبارات باختبارات تورنغ الخبيرة. كلما صغر حجم المشاكل زاد عدد الأهداف القابلة للتحقيق، وهناك عدد متزايد من النتائج الإيجابية.
تصنف نتائج اختبار الذكاء الاصطناعي إلى المجموعات الآتية:
- الأمثل: إنه لا يمكن لأداء أفضل.
- إنسان خارق قوى: أداء أفضل من كل البشر.
- إنسان خارق: أداء أفضل من معظم البشر.
- أقل من الإنسان: أسوأ من أداء معظم البشر.

على سبيل المثال، أداء لعبة الداما (الداما) هو الأمثل، 
الأداء في الشطرنج، يندرج تحت «الإنسان الخارق» ويقترب من «الإنسان الخارق القوي»
والأداء في العديد من المهام اليومية التي يقوم بها البشر يندرج تحت فئة «أقل من الإنسان».
وهناك نهج مختلف تماما يَرْتَكِز على قياس ذكاء الآلات من خلال اختبارات مستمدة من التعريفات الرياضية للذكاء. بدأت أمثلة على هذا النوع من الاختبارات في أواخر التسعينيات؛ كاختبارات الذكاء باستخدام مفاهيم أندريه كولموغوروف مثل التعقيد والضغط  كما قدم ماركوس هوتر تعريفات مماثلة لذكاء الآلات في كتابه الذكاء الاصطناعي العالمي (سبرينغر 2005)، والذي طُوِّر مجدداً من قبل ليج وهوتر 
من مميزات التعريفات الرياضية،
أنه يمكن تطبيقها على الذكاء غير الإنساني، وفي غياب
الممتحنين من البشر.

## تطبيقات الذكاء الاصطناعي
استخدم الذكاء الاصطناعي بنجاح في مجموعة واسعة من المجالات من بينها النظم الخبيرة ومعالجة اللغات الطبيعية وتمييز الأصوات وتمييز وتحليل الصور وكذلك التشخيص الطبي، وتداول الأسهم، والتحكم الآلي، والقانون، والاكتشافات العلمية، وألعاب الفيديو ولعب أطفال ومحركات البحث على الإنترنت. في كثير من الأحيان، عندما يتسع استخدام التقنية لا ينظر إليها بوصفها ذكاء اصطناعيا، فتوصف أحياناً بأنها أثر الذكاء الاصطناعي.
ومن الممكن أيضا دمجها في الحياة الاصطناعية.

### المسابقات والجوائز
هناك عدد من المسابقات والجوائز لتشجيع البحث في مجال الذكاء الاصطناعي. المجالات الرئيسية التي عززت هي: الذكاء العام للآلة، سلوك المحادثة، تحليل البيانات، السيارات المتحركة دون سائق (السيارات ذاتية القيادة)، والروبوت لكرة القدم والألعاب.

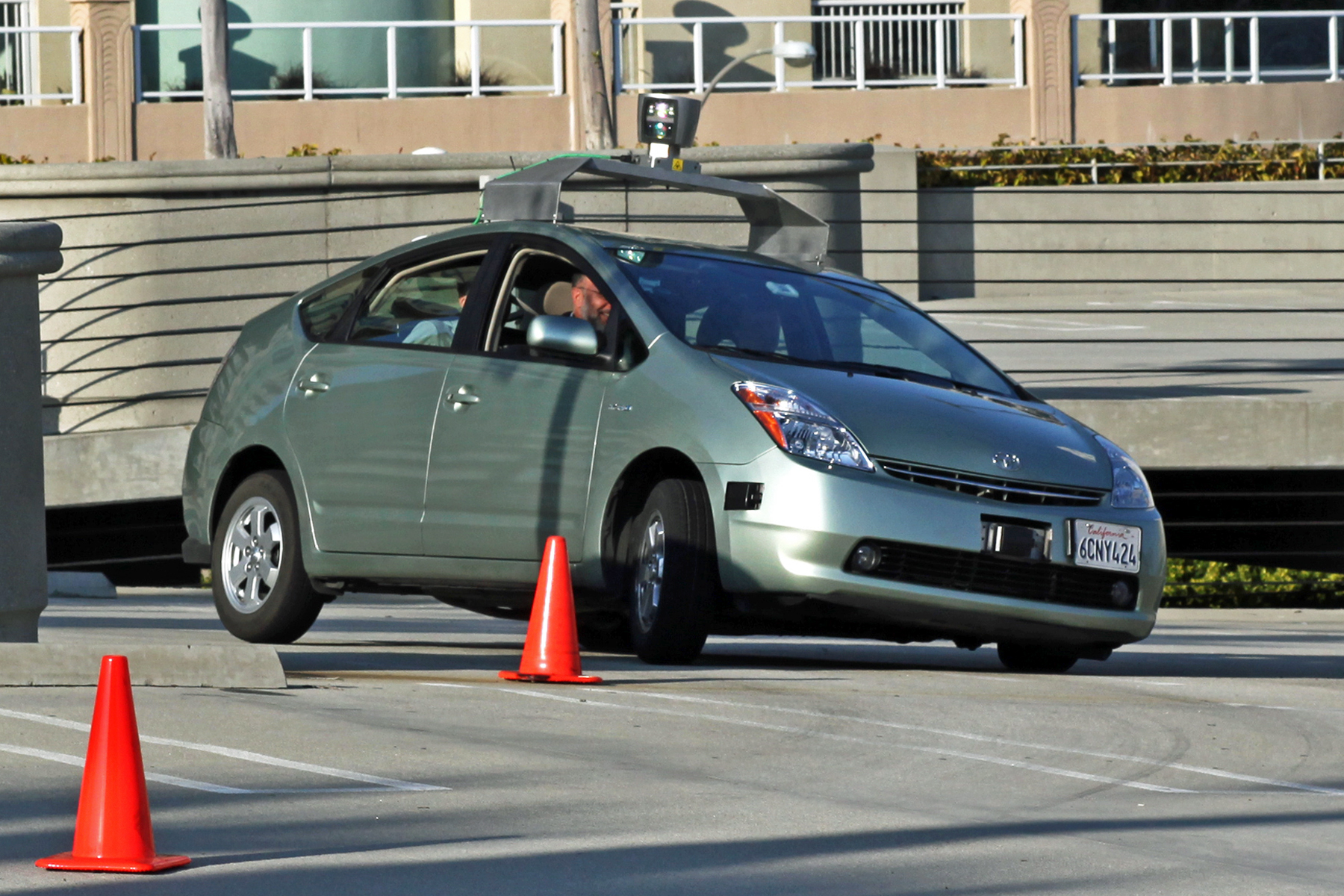
سيارة تويوتا بريوس معدلة لتكون سيارة ذاتية القيادة

## أبحاث الذكاء الاصطناعي في الأسطورة، والرواية والتكهنات
آلات التفكير والكائنات الاصطناعية تظهر في الأسطورة اليونانية ق، مثل طالوس في «كريت»، والروبوتات الذهبية في هيفيستوس وجالاتيا في بجماليون.
يعتقد أن أشباه البشر الذكية نشأت في كثير من المجتمعات القديمة، ومن أقدمها التماثيل المقدسة التي عبدت في مصر واليونان، 
بما في ذلك آلات يان شي Yan Shi، 
وبطل الإسكندرية 
والجزري 
أو فولفغانغ فون كمبلن.
كان من المعتقد أن جابر بن حيان صنعوا كائنات اصطناعية.
تناقش قصص هذه المخلوقات ومصيرها العديد من الآمال والمخاوف والاعتبارات الأخلاقية التي قدمها الذكاء الاصطناعي.
تتناول ماري شيلي في روايتها «فرانكشتين» / Frankenstein،  مسألة أساسية في أخلاقيات الذكاء الاصطناعي، وهي: إذا كان من الممكن خلق جهاز لديه ذكاء، أيمكن أن يشعر أيضا؟ إذا كان يمكن أن يشعر، أيكن له نفس حقوق الإنسان؟ وتظهر أيضا هذه الفكرة في الخيال العلمي الحديث: في فيلم «الذكاء الاصطناعي»: يمثل الفيلم الآلة في صورة طفل صغير منح القدرة على الشعور بالعواطف البشرية، بما في ذلك، القدرة على الشعور بالمعاناة. يجري حاليا النظر في هذه القضية، والتي تعرف الآن باسم «حقوق الروبوت»، في بعض المؤسسات؛ على سبيل المثال، مؤسسة كاليفورنيا من أجل المستقبل، 
رغم أن العديد من النقاد يعتقدون أن من السابق لأوانه مناقشة هذا الشأن.
وثمة مسألة أخرى يستكشفها كل من كتاب الخيال العلمي وذوي النزعة المستقبلية هي تأثير الذكاء الاصطناعي على المجتمع. في الروايات، ظهر الذكاء الاصطناعي باعتباره خادما (R2D2 في حرب النجوم)، وكمطبق القانون في ((K.I.T.T. "Knight Rider") ورفيقا (Lt. Commander Data in Star Trek), الغازي (The Matrix)، الديكتاتور (مكتوف الأيديWith Folded Hands)، والمدمر (المدمر، Battlestar Galactica)، وامتدادا لقدرات البشر في «شبح داخل المحار» (Ghost in the Shell)، والمنقذ للجنس البشري R. Daneel Olivaw في سلسلة التأسيس Foundation Series). اعتبرت بعض المصادر الأكاديمية أن هذه النتائج هي دعوة لتخفيض الطلب على العمالة البشرية، 
تعزيز القدرة البشرية أو الخبرة 
وحاجة لإعادة تعريف الهوية الإنسانية والقيم الأساسية.
يزعم بعض المستقبليين أن الذكاء الاصطناعي سوف يتجاوز حدود التقدم وسيغير الإنسانية تغييرا جوهريا. استخدم رأى كرزويل راي كورزويل قانون مور (الذي يصف التحسن الكبير في التكنولوجيا الرقمية بالدقة الخارقة) لحساب أن الكمبيوتر سوف يكون له نفس قوة المعالجة لدى العقول البشرية بحلول سنة 2029، وبحلول عام 2045 سوف يصل الذكاء الاصطناعي إلى نقطة يصبح عندها قادرا على تحسين نفسه بمعدل يتجاوز كل ما يمكن تصوره في الماضي، وهو سيناريو الخيال العلمي الذي صاغه الكاتب فيرنور فينج Vernor Vinge وأسماه «تفرد تقني
».
إدوارد Fredkin يقول إن «الذكاء الاصطناعي هو المرحلة التالية في التطور»  وهي فكرة اقترحها لأول مرة صموئيل بتلر / «داروين بين ماكينات» (1863)، وأفاض في الحديث عنها جورج دايسون في كتابه الذي يحمل نفس الاسم في عام 1998.
توقع العديد من المستقبليين وكتاب الخيال العلمي أن البشر والآلات ستندمج في المستقبل وتصبح سايبورغ (أي نظام يمزج بين صفات طبيعية ووصفات اصطناعية فيكون بذلك أكثر قدرة وقوة من كليهما. تسمى هذه الفكرة «ما فوق الإنسانية»، transhumanism ولها جذور في كتابات ألدوس هكسلي وروبرت إتنجر Robert Ettinger، وهي الآن مرتبطة باسم مصمم الروبوت هانز مورفيك Hans Moravec وعالم التحكم الآلي كيفن وارويك Kevin Warwick، والمخترع راي كرزويل Ray Kurzweil. مُثِّلَت ال«ما فوق إنسانية»Transhumanism في الروايات أيضا، على سبيل المثال في قصة المانجا اليابانية«الشبح في محار» وسلسلة الخيال العلمي المسماة «سلسلة الكثيب». كتبت باميلا مكوردك Pamela McCorduck أن هذه السيناريوهات تعتبر تعبيرا عن الرغبة البشرية القديمة في، كما وصفته، «تشكيل الآلهة».